# Karl Jakob Hein
Karl Jakob Hein est un footballeur international estonien né le 13 avril 2002 à Põlva. Il évolue au poste de gardien de but  à l'Arsenal FC.

## Biographie

### En club
Formé à Nõmme United, il passe en mai 2018 à Arsenal, où il continue sa formation.
Le 13 août 2024, Karl est prêté pour la saison au Real Valladolid. Il découvrira un nouveau championnat.

### En sélection
A six reprises, il officie comme capitaine de la sélection des moins de 17 ans.
Il fait ses débuts avec l'Estonie le 5 septembre 2020, en Ligue des nations contre la Géorgie. Il joue l'intégralité de cette rencontre perdue sur le score de 0-1.